# De Fattiges Dyrehave
De Fattiges Dyrehave var kælenavnet for den samling værtshuse og traktørsteder, der fra 1840'erne lå på Østerbro i København på de jorder uden for Østerport, man kaldte Slagtervangen ved stranden indtil Ny Kalkbrænderi, omtrent ved Batterivej (nutidens Viborggade) og ved den nuværende Århusgades udmunding i Sibbernsvej (nu Strandboulevarden). 
"De Fattiges Dyrehave", der var en konkurrent til Dyrehavsbakken i den "rigtige" Dyrehave, strakte sig fra Århusgade i nord til Vejlegade i syd. De eneste levende dyr, man kunne møde i "De fattiges Dyrehave", var vandrotterne og en lænkehund, der gik løs om natten. De forskellige etablissementer havde deres storhedstid i anden halvdel af 1800-tallet. Fra teltbeværtninger serveredes brændevin fra den nærliggende spritfabrik »Fortuna«, til arbejdere og bådførere fra kalkbrænderiet og andre steder. "De Fattiges Dyrehave" øvede en umådelig tiltrækning på mange jævne mennesker og var især kendt blandt "søens folk" og havde også et ry derefter. Forfatteren Knud Bokkenheuser beskrev stedet som "... et hjemsted for fordrukne matroser, Nyboderdrenge og byens laveste pøbel." Men der var også karruseller, keglebaner og andre forlystelser for folk, der blot ville more sig. En af de mest kendte forlystelser var "Rhinen", der havde en stor karrusel med larmende lirekasse (gadeorgel). Stedet lukkede 1908, men bygningen blev først revet ned omkring 1950. Den lå mellem Kryolitfabrikken og Hjørringgade. Guldalderdigteren Henrik Hertz har skrevet en  vaudeville i en akt med titlen De Fattiges Dyrehave og med musik arrangeret af Henrik Rung (1854).
Endnu i 1876 lå der 25 lysthuse i haven. Århusgade blev lagt hen over området i 1884 og "De Fattiges Dyrehave" forsvandt næsten helt med anlæggelsen af Københavns Frihavn 1891-94.
På den enorme grund – der tidligere havde været en del af "De Fattiges Dyrehave" – blev Tietgens Have opført i 1990'erne. Bebyggelsen blev opkaldt efter den allestedsnærværende finansmand C.F. Tietgen, der også var involveret i kryoliteventyret. Her ligger i dag også Charlottehaven. 

## Gengivelser
De Fattiges Dyrehave er bl.a. gengivet i:
- "De Fattiges Dyrehave, i: Illustreret Tidende, 3. årgang, nr. 156 (21. september 1862), s. 513. Tegnet af Christian Deichmann
- "De Fattiges Dyrehave ved Strandpromenaden" i: Illustreret Tidende, 9. årgang, nr. 422 (27. oktober 1867), s. 31
- "Det Kjøbenhavn, som forsvinder: De Fattiges Dyrehave" i: Illustreret Tidende, 25. årgang, nr. 1288 (1. juni 1884), s. 428. (Viser en beværtning på hjørnet af Århusgade 102/Sibbernsvej 32C)
- Akvarel af Knud Gamborg (Københavns Museum) og litografi af samme (Det Kongelige Bibliotek)
- Tegninger af Ludvig Both (Det Kongelige Bibliotek)
- Radering af E.V. Bøgh (ditto)